# Huening Kai
Huening Kai [휴닝카이] (celé jméno Kai Kamal Huening, korejské jméno Jung Kai; * 14. srpna 2002) je jihokorejský zpěvák, rapper, tanečník a model. Je nejmladším členem skupiny TOMORROW X TOGETHER.

## Mládí a vzdělání
Narodil se v Honolulu a kvůli povolání jeho otce žil v Číně a díky národnosti jeho matky také v Jižní Koreji. Je prostředním ze tří sourozenců, má mladší sestru Huening Bahiyyih z dívčí skupiny Kep1er a starší sestru jménem Lea Navvab Huening. V Koreji studoval Yongmun Middle School a Lila Art Highschool, poté přešel na Hanlim Multi Art School, na které studovalo i mnoho ostatních jihokorejských zpěváků. V roce 2019 debutoval s dalšími členy skupiny TOMORROW X TOGETHER.

## Kariéra
Kai byl 15. ledna 2019 oznámen jako třetí člen skupiny TOMORROW X TOGETHER, se kterou debutoval 4. března téhož roku. Hned po debutu se skupina dostala do čela jihokorejských žebříčků a nyní má velmi rozsáhlý fandom (MOA – Moments Of Alwaysness). Jsou jedna z nejznámějších K-popových skupin, získali mnohá ocenění.

## Tomorrow X Together
Skupina TXT debutovala v roce 2019 s písní Crown pod společností Big Hit Entertainment (v roce 2021 kvůli přikoupení více společností a spojení více umělců přejmenováno na Hybe Corporation).

### Diskografie skupiny
| 2019                                             | 2020                                             | 2021                                                         | 2022                         |
| THE DREAM CHAPTER: STAR THE DREAM CHAPTER: MAGIC | THE DREAM CHAPTER: ETERNITY Minisode1: BLUE HOUR | THE CHAOS CHAPTER: FREEZE THE CHAOS CHAPTER: FIGHT OR ESCAPE | MINISODE 2: THURSDAY'S CHILD |

## Rodina
Jeho otec se jmenuje Nabil David Huening, je národností Němec, ale narodil se v Brazílii. V Číně byl velmi známý jako zpěvák. Kai má dvě sestry. Starší Lea Navvab Huening, modelka, sólo zpěvačka a také bývalá členka K-pop skupiny VIVA. Bahiyyih Jaleh Huening, nejmladší ze sourozenců, debutovala roku 2021 ve skupině Kep1er, která vznikla ze survival reality show Girls Planet 999.